# Ronielson da Silva Barbosa
Ronielson da Silva Barbosa (født 11. maj 1995) er en brasiliansk fodboldspiller.